# Trois mélodies de Louis Aubert
Les Trois mélodies sont un cycle de trois mélodies composé par Louis Aubert de 1918 à 1920.

## Composition
Louis Aubert compose trois mélodies pour chant et piano, de 1918 à 1920, sur des poèmes de Renée Vivien (Aigues-marines), René Chalupt (De Ceylan) et Léon-Paul Fargue (Au Pays).

## Analyse
Selon Louis Vuillemin, ces Trois mélodies sont « d'un lyrisme pénétrant et tendre, d'un affinement musical de bon aloi, suivant une tendance « de plus en plus personnelle » initiée par les Crépuscules d'automne (1908), la Nuit mauresque (1911) et les Sillages... pour piano ».
Vladimir Jankélévitch identifie un « triolet révélateur de ces trois admirables mélodies de 1920 » qui apparaît dans les Six poèmes arabes et dans la Sonate pour violon et piano. Selon lui, et « par-dessus tout, l'auteur de la Chanson de mer, d'Aigues-marines et de Sillages... est le musicien de la mer ».

## Postérité
En 1994, le Guide de la mélodie et du lied ne mentionne pas ces Trois mélodies parmi les « recueils » de Louis Aubert.

## Discographie
- Louis Aubert, Mélodies, par Françoise Masset (soprano), Christophe Crapez (ténor) et Claude Lavoix (piano), 2003, Maguelone MAG 111.134 (premier enregistrement mondial)

### Ouvrages généraux
- Marie-Claire Beltrando-Patier, Brigitte François-Sappey et Gilles Cantagrel (dirs.), Guide de la mélodie et du lied, Paris, Fayard, coll. « Les Indispensables de la musique », 1994, 916 p. (ISBN 2-213-59210-1, OCLC 417117290, BNF 35723610), « Louis Aubert », p. 11–12.
- René Dumesnil, La musique contemporaine en France, t. I, Paris, Armand Colin, 1930, 218 p., « Louis Aubert », p. 152-154.

### Monographies
- Vladimir Jankélévitch, Premières et Dernières Pages : Louis Aubert, Paris, Seuil, 1994 (1re éd. 1974), 318 p. (ISBN 2-02-019943-2 et 978-2-02-019943-8), p. 290-298.
- Louis Vuillemin, Louis Aubert : Son œuvre, Paris, Éditions Durand, 1921, 72 p.